# Кирибати на Летњим олимпијским играма 2004.
Крибатима је учешће на Летњим олимпијским играма 2004. у Атини Грчка било прво на олимпијским играма, после пријема у чланство МОКа 2003. године. 
Национални олимпијски комитет на игре је послао три такмичара — два мушкарца и једну жену, који су се такмичили у два спорта.
Делегацији су чинили дизач тегова Мамеа Томас и атлетичари Какаинако Нарики и Kaitinano Mwemweata.
На свечаном отварању Игара заставу Кирибата носио је дизач тегова Мамеа Томас.

## Резултати по дисциплинама

### Атлетика

#### Мушкарци
| Атлетичар        | Дисциплина | Група    | Група | Четвртфинале     | Четвртфинале     | Полуфинале       | Полуфинале       | Финале           | Финале           | Детаљи |
| Атлетичар        | Дисциплина | Резултат | Место | Резултат         | Место            | Резултат         | Место            | Резултат         | Место            | Детаљи |
| ---------------- | ---------- | -------- | ----- | ---------------- | ---------------- | ---------------- | ---------------- | ---------------- | ---------------- | ------ |
| Kakianako Nariki | 100 м      | 11,62    | 78/84 | Није се пласирао | Није се пласирао | Није се пласирао | Није се пласирао | Није се пласирао | Није се пласирао |        |

#### Жене
| Атлетичарка         | Дисциплина | Група    | Група | Четвртфинале      | Четвртфинале      | Полуфинале        | Полуфинале        | Финале            | Финале            | Детаљи |
| Атлетичарка         | Дисциплина | Резултат | Место | Резултат          | Место             | Резултат          | Место             | Резултат          | Место             | Детаљи |
| ------------------- | ---------- | -------- | ----- | ----------------- | ----------------- | ----------------- | ----------------- | ----------------- | ----------------- | ------ |
| Kaitinano Mwemweata | 100 м      | 13,07    | 55/63 | Није се пласирала | Није се пласирала | Није се пласирала | Није се пласирала | Није се пласирала | Није се пласирала |        |

### Дизање тегова

#### Мушкарци
| Такмичар      | Дисциплина | Трзај    | Трзај   | Избачај  | Избачај | Укупно | Пласман |
| Такмичар      | Дисциплина | Резултат | Пласман | Резултат | Пласман | Укупно | Пласман |
| ------------- | ---------- | -------- | ------- | -------- | ------- | ------ | ------- |
| Meamea Thomas | -85 кг     | 130      | 9       | 162,5    | 10      | 292,5  | 13/21   |